# Kenneth E. Caster
Kenneth Edward Caster (* 26. Januar 1908 in New Albany, Pennsylvania; † 18. Mai 1992 im Universitätsklinikum von Cincinnati, Ohio) war ein US-amerikanischer Paläontologe.

## Leben
Ab 1936 Professor an der University of Cincinnati, befasste er sich mit vielen Bereichen der Paläontologie, speziell mit Echinodermata und Arthropoda, aber auch mit Schwämmen, Fischen und Eurypterida. Er arbeitete viel auf der Südhalbkugel und in Indien, dem alten Gondwana-Kontinent.
Caster erhielt die Paleontological Society Medal, die Orville A. Derby Medal des Brasilianischen Geologischen Dienstes und die Gondwana Medal des Geological Survey of India. Er war Guggenheim Fellow und Fulbright Fellow.
Zudem war er dreimal Präsident der Paleontological Research Institution und Präsident der Paleontological Society, die einen Preis nach ihm und seiner Ehefrau Annie Caster (1910–1995), einer Geologin, die mit Caster zusammenarbeitete, benannte.